# George Irving
George Henry Irving (Nueva York; 5 de octubre de 1874-Hollywood, California; 11 de septiembre de 1961) fue un actor y director cinematográfico estadounidense.

## Biografía
Nacido en Nueva York, debutó como actor teatral en 1899 en el circuito de Broadway, en el cual actuó en once obras hasta el año 1907.
En el cine, dirigió un total de treinta y cinco películas entre 1914 y 1924, todas ellas mudas. Como actor trabajó en más de doscientas cincuenta producciones desde 1914 a 1948, siendo una de las más conocidas Bringing Up Baby (1938), con Katharine Hepburn y Cary Grant. Ese mismo año participó en un film francés, Ernest le rebelle, con Fernandel. Irving se retiró en 1954, tras haber participado en dos series televisivas en 1951 y 1954. 
George Irving falleció a causa de un infarto agudo de miocardio en Hollywood, California, en 1961, a los 86 años de edad. Fue enterrado en el Cementerio Forest Lawn Memorial Park de Glendale (California). Él y su esposa, Katherine Gilman, tuvieron dos hijas, Katharine y Dorothy. 

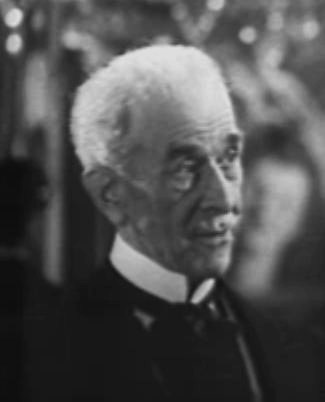
Irving en Barbe-Bleue (1944)

## Teatro
Piezas representadas en Broadway
- 1899 : The Only Way, de Freeman Wills, a partir de Historia de dos ciudades, de Charles Dickens
- 1900 : L'Aiglon, de Jean Rostand, adaptación con el mismo título de Louis N. Parker
- 1900-1901 : A Royal Family, de Robert Marshall, con Richard Bennett y Charles Richman
- 1901-1902 : Quality Street, de J. M. Barrie
- 1902 : The New Clown, de H. M. Paul, producción de Charles Frohman, con Elsie Ferguson
- 1902 : The Two Schools, de Alfred Capus
- 1903 : The Pretty Sister of Jose, de Frances Hodgson Burnett
- 1903 : Gipsy, de Sydney Grundy, con Guy Standing
- 1904-1905 : The Little Minister, de J. M. Barrie
- 1905 : Just Out of College, de George Ade, con Tully Marshall
- 1907 : When Knights were bold, de Charles Marlowe

## Filmografía

### Actor (selección)
| - 1914 : Paid in Full, de Augustus E. Thomas - 1924 : For Sale, de George Archainbaud - 1925 : The Golden Princess, de Clarence G. Badger - 1926 : The Eagle of the Sea, de Frank Lloyd - 1926 : Tres hombres malos, de John Ford - 1927 : Alas, de William A. Wellman - 1927 : The Last Performance, de Paul Fejos - 1928 : The Lady of Victories, de Roy William Neill - 1928 : The Docks of New York, de Josef von Sternberg - 1928 : Craig's Wife, de William C. de Mille - 1929 : Coquette, de Sam Taylor - 1929 : The Godless Girl, de Cecil B. DeMille - 1929 : The Dance of Life, de John Cromwell y A. Edward Sutherland - 1929 : Thunderbolt, de Josef von Sternberg - 1929 : Flight, de Frank Capra - 1930 : Part Time Wife, de Leo McCarey - 1930 : La divorciada, de Robert Z. Leonard - 1930 : Puttin' on the Ritz, de Edward Sloman - 1931 : Dishonored, de Josef von Sternberg - 1931 : Inspiration, de Clarence Brown - 1931 : Graft, de Christy Cabanne - 1931 : The Star Witness, de William A. Wellman - 1931 : An American Tragedy, de Josef von Sternberg - 1932 : Broken Lullaby, de Ernst Lubitsch - 1932 : Merrily we go to Hell, de Dorothy Arzner - 1932 : Airmail, de John Ford - 1933 : What ! No Beer ?, de Edward Sedgwick - 1933 : Heroes for Sale, de William A. Wellman - 1933 : Island of Lost Souls, de Erle C. Kenton - 1933 : La calle 42, de Lloyd Bacon - 1933 : Damaged Lives, de Edgar G. Ulmer - 1934 : The World moves on, de John Ford - 1934 : El enemigo público número uno, de W. S. Van Dyke y George Cukor - 1934 : You're telling me !, de Erle C. Kenton - 1934 : Ojos cariñosos, de David Butler - 1934 : Pursued, de Louis King - 1935 : Dangerous, de Alfred E. Green - 1935 : Oil for the Lamps of China, de Mervyn LeRoy - 1935 : Una noche en la ópera, de Sam Wood - 1935 : Under the Pampas Moon, de James Tinling | - 1935 : Dante's Inferno, de Harry Lachman - 1935 : Three Kids and a Queen, de Edward Ludwig - 1935 : Charlie Chan in Egypt, de Louis King - 1936 : It Had to Happen, de Roy Del Ruth - 1936 : A Message to Garcia, de George Marshall - 1936 : Captain January, de David Butler - 1936 : Hearts in Bondage, de Lew Ayres - 1936 : Private Number, de Roy Del Ruth - 1936 : Hearts Divided, de Frank Borzage - 1936 : Sea Spoilers, de Frank R. Strayer - 1936 : Charlie Chan at the Race Track, de H. Bruce Humberstone - 1936 : The Accusing Finger, de James Patrick Hogan - 1936 : Give me Liberty, de William Reeves Easton - 1936 : The Mandarin Mystery, de Ralph Staub - 1937 : The Toast of New York, de Rowland V. Lee - 1937 : Breakfast for Two, de Alfred Santell - 1937 : Wise Girl, de Leigh Jason - 1937 : Border Cafe, de Lew Landers - 1938 : Bringing Up Baby, de Howard Hawks - 1938 : Condemned Women, de Lew Landers - 1938 : Ernest le rebelle, de Christian-Jaque - 1938 : The Affairs of Annabel, de Benjamin Stoloff - 1939 : Bad Little Angel, de Wilhelm Thiele - 1939 : Sergeant Madden, de Josef von Sternberg - 1939 : Streets of New York, de William Nigh - 1939 : The Story of Irene and Vernon Castle, de Henry C. Potter - 1939 : The Hardys Ride High, de George B. Seitz - 1939 : Espionage Agent, de Lloyd Bacon - 1940 : Abe Lincoln in Illinois, de John Cromwell - 1940 : New Moon, de Robert Z. Leonard - 1941 : Love Crazy, de Jack Conway - 1941 : Sergeant York, de Howard Hawks - 1942 : Once upon a Honeymoon, de Leo McCarey - 1942 : King of the Mounties, de William Witney - 1942 : The Great Man's Lady, de William A. Wellman - 1943 : Son of Dracula, de Robert Siodmak - 1943 : Los verdugos también mueren, de Fritz Lang - 1944 : Bluebeard, de Edgar G. Ulmer - 1944 : The Impostor, de Julien Duvivier - 1944 : Christmas Holiday, de Robert Siodmak - 1947 : Magic Town de William A. Wellman |

### Director (íntegra)
| - 1914 : The Jungle (codirigida con John H. Pratt y Augustus E. Thomas) (+ actor) - 1914 : Dan (codirigida con John H. Pratt) - 1915 : The Fairy and the Waif (codirigida con Marie Humbert Frohman) - 1915 : The Builder of Bridges, con C. Aubrey Smith - 1915 : Just Out of College - 1915 : John Glayde's Honor, con C. Aubrey Smith - 1915 : Body and Soul (+ actor) - 1916 : The Ballet Girl, con Alice Brady - 1916 : The Woman in 47, con Alice Brady - 1916 : Then I'll come back to you, con Alice Brady - 1916 : What Happened at 22 - 1916 : Jaffery, con C. Aubrey Smith - 1916 : The Conquest of Canaan - 1916 : The Witching Hour, con C. Aubrey Smith - 1917 : God's Man, con H. B. Warner - 1917 : Raffles, the Amateur Cracksman, con John Barrymore y Frank Morgan - 1917 : Daughter of Destiny, con Olga Petrova y Richard Garrick | - 1918 : Her Boy, con Patrick H. O'Malley, Jr. - 1918 : The Landsloper - 1918 : To Hell with the Kaiser ! - 1918 : Back to the Woods, con Mabel Normand y Herbert Rawlinson - 1918 : Hidden Fires, con Mae Marsh y Rod La Rocque - 1919 : The Silver King - 1919 : As a Man thinks - 1919 : The Volcano - 1919 : The Glorious Lady, con Olive Thomas y Matt Moore - 1919 : The Capitol - 1920 : The Blue Pearl, con John Halliday - 1920 : Children of Destiny - 1920 : The Misleading Lady (codirigida con George Terwilliger) - 1921 : Just Outside the Door, con Betty Blythe y A. Edward Sutherland - 1921 : The Wakefield Case, con Herbert Rawlinson - 1922 : Her Majesty, con Creighton Hale - 1923 : Lost in a Big City - 1924 : Floodgates |